# Ingrid Vidal
Ingrid Yulieth Vidal Isaza (Palmira, Valle del Cauca, 22 de abril de 1991) es una futbolista colombiana que juega como delantera, actualmente en el club América de Cali y en la selección nacional de Colombia.
Ingrid ostenta el récord de haber anotado el gol más rápido de la Liga Femenina Colombiana cuando jugando para el Orsomarso SC Femenino le anotó al Deportivo Pasto Femenino a los 14 segundos de haber iniciado el cotejo en el Estadio Francisco Rivera Escobar el día 16 de abril de 2017.

## Trayectoria
Hizo su debut en la selección en un partido contra Perú el 17 de noviembre de 2009. Ingrid nació en Palmira, Valle del Cauca, e inició su carrera en el 2009 con Generaciones Palmiranas. En 2011 jugó en el equipo Kansas Jayhawks de los Estados Unidos, retornando a Generaciones Palmiranas luego de una temporada. En 2017 fue traspasada al Orsomarso Sportivo Clube Femenino de Colombia.

## Selección Colombia
Ingrid empezó su proceso con la selección en 2008 a sus 16 años siendo convocada a la categoría sub-17 y sub-20. Luego de dos años en 2010 debuta con la selección mayor frente a la de Perú en territorio Inca.
A la fecha (2017) suma 54 encuentros con 11 goles.

#### Goles internacionales
| No. | Fecha                   | Sede                                                             | Rival                        | Marcador | Resultado | Competición                          |
| --- | ----------------------- | ---------------------------------------------------------------- | ---------------------------- | -------- | --------- | ------------------------------------ |
| 1   | 21 de enero de 2010     | Estadio Francisco Sánchez Rumoroso, Coquimbo, Chile              | Bandera de Japón             | 2–3      | 2-4       | Copa Bicentenario Chile 2010         |
| 2   | 21 de noviembre de 2014 | Unidad Deportiva Hugo Sánchez, Veracruz, México                  | Bandera de Trinidad y Tobago | 4–0      | 7-0       | Juegos Centroamericanos y del Caribe |
| 3   | 11 de abril de 2015     | Estadio Olímpico de Tulcán, Tulcán, Ecuador                      | Bandera de Ecuador           | 3–0      | 4–1       | Amistoso internacional               |
| 4   | 15 de abril de 2015     | Estadio Departamental Libertad, Pasto, Colombia                  | Bandera de Ecuador           | 1–0      | 2–1       | Amistoso internacional               |
| 5   | 14 de julio de 2015     | Estadio de Fútbol Panamericano de Hamilton CIBC, Toronto, Canadá | Bandera de Trinidad y Tobago | 1–0      | 1–1       | Juegos Panamericanos                 |

## Clubes
| Club                    | País           | Año           |
| ----------------------- | -------------- | ------------- |
| Generaciones Palmiranas | Colombia       | 2009 - 2010   |
| Kansas Jayhawks         | Estados Unidos | 2011          |
| Generaciones Palmiranas | Colombia       | 2012 - 2016   |
| Orsomarso Femenino      | Colombia       | 2017          |
| Atlético Huila          | Colombia       | 2018          |
| Cortuluá                | Colombia       | 2019          |
| Llaneros                | Colombia       | 2020-2021     |
| América de cali         | Colombia       | 2022-presente |

## Estadísticas
| Kansas Jayhawks |               |    |    |   |    |    |    |    |    |
| 2011 | 21            | 11 | -  | - | -  | -  | 21 | 11 |    |
| Total club | 21            | 11 | 0  | 0 | 0  | 0  | 21 | 11 |    |
| Generaciones Palmiranas |               |    |    |   |    |    |    |    |    |
| 2012/16 | -             | -  | -  | - | 20 | 10 | 20 | 10 |    |
| Total club | -             | -  | -  | - | 20 | 10 | 20 | 10 |    |
| Orsomarso Femenino |               |    |    |   |    |    |    |    |    |
| 2017 | 8             | 6  | 0  | 0 | -  | -  | 8  | 6  |    |
| Total club | 8             | 6  | 0  | 0 | 0  | 0  | 8  | 6  |    |
| Total carrera | Total carrera | 29 | 17 | 0 | 0  | 20 | 10 | 49 | 27 |
| 1. Incluye datos de la Copa Prelibertadores Femenina Colombia. 2. Incluye datos de Copa Libertadores Femenina. 3. No incluye goles en partidos amistosos. 4. No incluye datos con Generaciones Palmiranas en liga ni copa nacional dado que cuando ella militó allí (2009-2010 y 2012-2016) no era una competencia de carácter oficial, en copa internacional si eran avaladas por Fifa y Conmebol. |               |    |    |   |    |    |    |    |    |

### Resumen estadístico
- Actualizado el 20 de abril de 2017.

| Competición                    | Partidos | Goles | Promedio |
| ------------------------------ | -------- | ----- | -------- |
| Liga                           | 29       | 17    | 0.59     |
| Copas Internacionales          | 20       | 10    | 0,50     |
| Selección femenina de Colombia | 54       | 11    | 0.20     |
| Total                          | 103      | 38    | 0.37     |

### Hat-tricks
Partidos en los que anotó tres o más goles:
| 1 | 16 de abril de 2017 | Estadio Francisco Rivera Escobar | Orsomarso Femenino - Deportivo Pasto Femenino |  | 4 - 1 | Liga Femenina 2017 |

## Palmarés

### Campeonatos nacionales
| Título      | Club           | País     | Año  |
| ----------- | -------------- | -------- | ---- |
| Liga Águila | Atlético Huila | Colombia | 2018 |